# Nina Wengert
Nina Wengert (ur. 3 sierpnia 1984 w Stuttgarcie) – niemiecka wioślarka.

## Osiągnięcia
- Mistrzostwa Świata Juniorów – Troki 2002 – ósemka – 2. miejsce[1].
- Mistrzostwa Świata – Gifu 2005 – ósemka – 6. miejsce[1].
- Mistrzostwa Świata – Eton 2006 – ósemka – 2. miejsce[1].
- Mistrzostwa Europy – Poznań 2007 – ósemka – 2. miejsce[1].
- Mistrzostwa Świata – Monachium 2007 – czwórka bez sternika – 2. miejsce[1].
- Igrzyska Olimpijskie – Pekin 2008 – ósemka – 7. miejsce[1].
- Mistrzostwa Świata – Poznań 2009 – ósemka – 4. miejsce[1].
- Mistrzostwa Europy – Montemor-o-Velho 2010 – ósemka – 3. miejsce[1].